# Helius Eobanus Hessus
Helius Eobanus Hessus (6 de janeiro de 1488 – 4 de outubro de 1540) foi um poeta latino-alemão nascido em Halgehausen, em Hesse-Cassel.
O seu nome de família dizem ter sido Koch; Eoban era o nome de um santo local; Hessus indica o lugar de seu nascimento, Helius se refere ao fato de que ele nasceu num Domingo. Em 1504 ingressou na Universidade de Erfurt, e logo depois de formado foi nomeado reitor da escola de São Severo. Não ficou muito tempo no cargo, e passou os anos de 1509 a 1513 na corte do Bispo de Riesenburg.
De volta a Erfurt, passou por grandes dificuldades devido aos seus hábitos irregulares e ao alcoolismo. Finalmente (em 1517) foi nomeado professor de Latim na universidade. Teve notável relevância com os mais renomados nomes da sua época, tais como Johann Reuchlin, Konrad Peutinger, Ulrich von Hutten, Konrad Mutianus, e tomou parte nas discussões políticas, religiosas e literárias do período, declarando-se finalmente a favor de Lutero e a Reforma Protestante para o resto de sua vida.
A universidade estava seriamente enfraquecida pela crescente popularidade da nova Universidade de Wittenberg, e Hessus empreendeu (sem sucesso) ganhar a vida com a prática da Medicina. Através da influência de Camerarius e Melanchthon, obteve um posto na Universidade de Nuremberga (1526), porém, não encontrando satisfação na nova vida, voltou novamente para Erfurt (1533). Porém a cidade não era mais a mesma; seus velhos amigos haviam morrido ou deixado a cidade; a universidade estava deserta. Um longo poema proporcionou a ele os favores do Landgrave de Hesse, por quem foi contratado em 1536 como professor de poesia e história em Marburgo, onde ele morreu.
Hessus, que foi considerado um dos mais renomados poetas latinos de sua época, era um habilidoso criador de versos, porém, não um poeta verdadeiro. Ele escreveu o que supunha que seria o suficiente para pagar ou lhe assegurar os favores de alguma pessoa importante. Ele escreveu poemas locais, históricos e militares, idílios, epigramas e peças ocasionais, compilados sob o título de Sylvae. Suas obras mais populares foram as traduções do Salmos para dísticos latinos (os quais atingiram mais de cinquenta edições) e das Ilíadas em hexâmetros. Seu poema mais original foi Heroides, uma imitação de Ovídio, que consistia em cartas de mulheres santas, desde Maria, mãe de Jesus até Cunegunda, esposa do Imperador Henrique II.
Suas Epistolae (Epístolas) foram editadas pelo seu amigo Camerarius, que também escreveu sua biografia (1553). Existem ainda outros contos de sua autoria publicados por M. Hertz (1860), G. Schwertzell (1874) e Karl Christian Friedrich Krause (1879).  Seus poemas sobre Nuremberga e outras cidades foram editadas com comentários e ilustrações do século XVI publicadas por J. Neff e V. von Loga na obra Monumentos Literários Latinos dos Séculos XV e XVI (Berlin, 1896) de M. Herrmann e S. Szarnatolski.